# زاون سیمونیان
زاون سیمونیان در سال ۱۹۲۸ (۱۳۰۷) در تهران متولد شد و سرتاسر دوران تحصیلات خود را در تهران سپری کرد. در سال ۱۹۶۱ (۱۳۴۰) از دانشکده هنرهای زیبای دانشگاه تهران در رشته مهندسی معماری فارغ‌التحصیل شد و دورهٔ دکترای شهرسازی را در همان دانشکده در سال ۱۹۷۰ (۱۳۴۹) به پایان رسانید. سیمونیان از سال ۱۹۵۳ (۱۳۳۲) ضمن تحصیل به کارهای مربوط به معماری (نظارت کارگاهی، برآورد، طراحی و مانند آن) نیز اشتغال داشت.
او در سال ۱۹۶۲ (۱۳۴۱) در بانک ساختمانی مشغول به کار شد و در سال ۱۹۶۴ (۱۳۴۳) با تأسیس وزارت آبادانی و مسکن (مسکن و شهرسازی فعلی) به آنجا منتقل شد. ابتدا به ریاست ادارهٔ معماری، چندی بعد به معاونت کل و سپس به مدیریت کل منصوب شد. در این دوره وی دو بار با حفظ سمت اداری به سرپرستی مستقیم طرح‌های ویژه که اهمیتی در مقاس ملی داشتند تعیین شد. طرح نخست عملیات باسازی شهر فردوس، پس از زلزله ویرانگر سال ۱۹۶۸ (۱۳۴۷)، و طرح ایجاد مجتمع ورزش آزادی بود.
وی از سال ۱۹۷۶–۱۹۷۲ (۱۳۵۵–۱۳۵۱) در سمت‌های معاونت شهرسازی و معاونت وزارت مسکن و شهرسازی و دبیرکل شورای عالی شهرسازی انجام وظیفه کرده است.
در طول خدمت دولتی، نمایندگی ایران را در پنج کمیته بین الوزارتی با کشورهای دانمارک، آمریکا، سوئد، کانادا و فرانسه را نیز برعهده داشته است و به‌دریافت نشان‌های تاج درجه ۳، همایونی درجه ۳، افتخار درجه ۲، آبادانی درجه ۲ و آبادانی درجه ۳ نائل آمده است.
از آثار معماری او می‌توان کلیسای انجیلی تهران در خیابان ولیعصر و تعداد چشمگیری خانه‌های شخصی و آپارتمان را نام برد.
مهندس زاون سیمونیان در ۲۰۰۲ (۱۳۸۱) در سن ۷۴ سالگی در کانادا درگذشت.